# Emma Claudia Castellanos
Emma Claudia Castellanos (Bogotá, 4 de mayo de 1960) es una abogada, política y pastora evangélica carismática colombiana.
Cofundadora de la Misión Carismática Internacional. Fue senadora de la República de Colombia (2018-2022), cargo que también desempeñó en los períodos de 1991-1994 y 2006-2010.
Es esposa del pastor evangélico y exrepresentante a la Cámara César Castellanos. También, es madre de la exconcejal de Bogotá por el Partido Liberal Colombiano, Sara Castellanos.
Fue embajadora de la República de Colombia en Brasil durante los años 2004 y 2005. Lleva tres décadas trabajando en la política colombiana.

## Biografía
Emma Claudia Castellanos nació en Bogotá, el 4 de mayo de 1960, hija de Luis Alfonso Rodríguez Ávila y Yolanda Almanza. Sus hermanos son: Liliana, Héctor, Nelson, Cristina y Consuelo.
En su juventud, conoció a César Castellanos, con quien contrajo matrimonio. Tienen cinco hijos: Johanna, Lorena, Manuela, Sara y Matías.
En el año 1997, ella y su familia fueron víctimas de un atentado terrorista, en Bogotá, del cual salieron todos ilesos.

### Estudios
Inició sus estudios en el colegio Pureza de María, de la ciudad de Bogotá. Estudió Derecho en la Universidad La Gran Colombia, donde obtuvo su título de abogada. Realizó estudios en técnica legislativa en la Escuela Superior de Administración Pública. Se graduó como Especialista en Derecho Constitucional en la Universidad Sergio Arboleda.

## Trayectoria Política

### Partido Nacional Cristiano
Empezó su carrera política en 1989, cuando fundó el Partido Nacional Cristiano (PNC), con ideas conservadoras, pertenecientes a la democracia cristiana; en 1990, sirvió de plataforma electoral para la candidatura a la presidencia de la República, sin embargo, fue clausurado en 2006.

### Candidata a la Presidencia de la República
En el año 1990, se postuló a la Presidencia de la República; obtuvo 33.645 votos.

### Asamblea Nacional Constituyente
En las elecciones, del 9 de diciembre de 1990, estableció una alianza con el Movimiento "Unión Cristiana" para participar en la elección de la Asamblea Nacional Constituyente. En esta oportunidad, fueron elegidas 2 personas de esa colectividad, siendo su representante el doctor Arturo Mejía Borda.

### Senadora de la República (1991-1994)
Tras la revocatoria del Congreso, ordenada por la Constituyente, Emma Claudia Castellanos se presentó como candidata al Senado de la República en las elecciones del 27 de octubre de 1991; en esta oportunidad, salió elegida con 27.296 votos, convirtiéndose en la primera congresista cristiana en la historia del país. Emma Claudia marcó un hito histórico en la nación colombiana, no solo por el hecho de que como mujer liderara este sector, sino por ser la primera pastora evangélica que incursiona en el ámbito político.
Durante este periodo, logró la aprobación de las siguientes leyes:
- Ley N° 82 de 1993: “Por la cual se expiden normas para apoyar de manera especial a la mujer cabeza de familia"

- Ley N° 133 de 1994: “Por la cual se desarrolla el decreto de libertad religiosa y de cultos”

### Membresía a partidos políticos
Entre los años 2006 y 2014, formó parte del Partido Nacional Cristiano, Cambio Radical y Centro Democrático. En 2017, se apartó del Centro Democrático y regresó a Cambio Radical, partido del que se retiró en diciembre de 2021.

### Otros Alcances Políticos
Desde 1992, el Partido Nacional Cristiano aseguró una curul en el Concejo de Bogotá, a través de Colin Crawford. En estas elecciones, también hicieron presencia en las Juntas Administradoras Locales de Bogotá (La Candelaria y Engativá).
En las elecciones del año 1994, el Partido Nacional Cristiano por primera vez obtuvo una curul, en la Cámara de Representantes.
Ese mismo año, trabajó por mantener su cargo en el Senado de la República, y, aunque logró una votación de 21.325 votos, no resultó elegida.
En el año 1998, el movimiento liderado por Emma Claudia Castellanos mantuvo la curul en la Cámara de Representantes de Bogotá; en esta ocasión, su esposo, César Castellanos. fue quien se postuló al cargo.

### Candidata a la Alcaldía de Bogotá
En el año 2000, decidió postularse a la Alcaldía de Bogotá, obteniendo la tercera votación más alta de la ciudad, lo que representó el 10% del total (185.000 votos).
La fuerza a nivel distrital, le permitió mantener una curul en el Concejo de Bogotá, con Luis Barrios, además de lograr espacios en las Juntas Administradoras Locales de Bosa, Kennedy, Engativá, Suba, Teusaquillo y Puente Aranda.

### Reforma Política
La reforma política presentada a través del acto legislativo número 1 del año 2003, llevó a que la existencia de los partidos políticos se viera transformada en Colombia, pues el Consejo Nacional Electoral solo reconocerá la personería jurídica a los partidos, movimientos políticos y grupos significativos de ciudadanos, que tuvieran una votación no inferior al dos por ciento (2%) de los votos emitidos válidamente en el territorio nacional en las elecciones de Cámara de Representantes o Senado. Este hecho llevó a que en el año 2005 el Partido Nacional Cristiano desapareciera y se generara una alianza con el Partido Cambio Radical.

### Embajadora de Colombia en Brasil
En el año 2004, el entonces presidente Álvaro Uribe Vélez, designó a Emma Claudia Castellanos como embajadora de Colombia en Brasil.

### Senadora de la República (2006-2010)
Regresa al Senado con el aval del partido Cambio Radical, para esta ocasión obtiene una votación de 57.871 votos.
En este periodo logra la aprobación de las siguientes leyes:
- Ley 1232 de 2008 modificación a la ley mujer cabeza de familia.[21]
- Ley 1225 de 2008 regulación del funcionamiento de parques de diversiones y atracciones mecánicas.[21]
- Ley 1221 de 2008 a través de la cual se promueve la utilización de las tecnologías de la comunicación como herramienta de generación de empleo y autoempleo (teletrabajo).[22]
- Ley 1237 de 2008 a través de la cual se promueve, fomenta y difunden las habilidades, talentos y manifestaciones de la población con limitaciones.[21]
- Ley 1257 de 2008 a través de la cual se sensibiliza, previenen y sancionan todas las formas de violencia y discriminación contra la mujer.[21]
- Ley 1251 de 2008 por medio de la cual se protege, promueve y defienden los derechos de los adultos mayores.[21]
- Ley 1252 de 2008 a través del cual se restringe el manejo de residuos peligrosos.[21]
- Ley 1195 del 2009 por medio de la cual se establece en el Congreso de la República el Día de los Niños, Niñas y Adolescentes Congresistas.[21]
- Ley 1280 de 2009 a través de la cual se crea la licencia remunerada por luto.[21]
- Ley 1361 DE 2009 por medio de la cual se crea la Ley de Protección Integral a la Familia.[21]

### Trabajo a nivel internacional:[5]
- Presencia en el Congreso de Estados Unidos para tratar temas relacionados con el TLC.
- Asistencia al taller sobre la situación de la niñez colombiana en el contexto internacional, realizado en Chile.
- Encuentro de nuevos dirigentes de las Américas, realizado en Brasil.
- En Suecia visitó el parlamento para fortalecer las relaciones de ambos países.
- En Argentina visitó el Ministerio de Trabajo, con el fin de conocer estrategias para establecer el teletrabajo en Colombia.
- Participó como conferencista en el Foro Internacional sobre la Red Integrada de Servicios para los Necesitados y Desfavorecidos de la Sociedad de Singapur.
- Fue delegada por Colombia para participar en el evento organizado por la firma coreana Food Ford the Hungry Internacional.
- Participó como conferencista en el Foro Mujer y Familia en Buenos Aires, Argentina.
- Participó como conferencista en el Foro Mundial sobre Mujer y Política en Estocolmo, Suecia.

### Elecciones 2007-2015
En las elecciones de autoridades locales del año 2007, el grupo político liderado por Emma Claudia Castellanos obtiene 3 curules en el Concejo de Bogotá (Orlando Castañeda, Angélica Tovar y Clara Sandoval) y siete representantes para las Juntas Administradoras Locales de Usme, Bosa, Kennedy, Fontibón, Engativá, Suba y Teusaquillo.
A nivel nacional logra curules en los Concejos de Zipaquirá, Villeta, Neiva, Sibaté, Bucaramanga, Floridablanca, Barrancabermeja, Cali, El Rosal, Facatativá, Funza y Madrid y un representante en la Asamblea de Santander. Así mismo, siete Alcaldías en el departamento de Cundinamarca, en los municipios de Agua de Dios, Albán, Bojacá, Cota, Funza, Nemocón y Puerto Salgar.
Debido a que en el año 2009 se emite el acto legislativo 001, el cual permitió el cambio de partido, transfuguismo, Emma Claudia Castellanos deja la militancia del partido Cambio Radical y se une al partido Social de Unidad Nacional.
Es a través de este partido que en el 2010 logra ubicar un Senador (Claudia Wilches, pastora de la Misión Carismática Internacional), un Representante a la Cámara por Bogotá (Luis Barrios, pastor de la Misión Carismática Internacional) y un representante en el Parlamento Andino (Luisa del Río, pastora de la Misión Carismática Internacional).
En 2011 mantuvo una curul en el Concejo de Bogotá, con Clara Sandoval y cuatro en las localidades de Usme, Fontibón, Suba y Barrios Unidos.
A nivel nacional obtiene una curul en el Concejo de Barrancabermeja, Bucaramanga, Facatativá, Tenjo, Pacho, Ubaté, Mosquera, Soacha, El Rosal, Granada (Meta) y Zipaquirá.
Para las elecciones del 2014 Emma Claudia Castellanos se aparta del partido de la U y apoya al nuevo partido del expresidente Álvaro Uribe, Centro Democrático, donde logra representación en el Senado de la República (Orlando Castañeda, pastor de la Misión Carismática Internacional), la Cámara de Representantes de Bogotá (Esperanza Pinzón, pastora de la Misión Carismática Internacional) y en la Cámara de Representantes de Santander (Johanna Chaves, la cual fue posteriormente anulada).
En las elecciones regionales del año 2015 obtiene una curul en el Concejo de Bogotá (Diego Devia, líder en la Misión Carismática Internacional) y cuatro para las Juntas Administradoras Locales de Engativá, Usme, Teusaquillo y Puente Aranda.
Logra también cinco concejales nacionales en Barranquilla, La Dorada, Tolima, Santander y Cundinamarca; 6 ediles regionales y una diputada en la Asamblea de Santander. 

### Proceso de paz
Luego de los resultados del plebiscito del 2 de octubre del 2016, donde 6.431.376 colombianos votaron no a las propuestas que incluían el Acuerdo de Paz, entre el Gobierno de Colombia y las Farc, Emma Claudia Castellanos participó en las mesas de trabajo donde los promotores del NO expusieron sus propuestas para que fueran tenidas en cuenta en la construcción del nuevo documento, allí representó a un sector de la iglesia cristiana en Colombia y lideró un trabajo en defensa de la familia.

### Senadora de la República (2018-2022)
Es este término, hizo parte de la Comisión Segunda del Senado, donde trabajó en temas de política migratoria, evaluó la efectividad de los tratados de libre comercio y la seguridad en las zonas fronterizas, entre otros. También perteneció a la Comisión Legal de Derechos Humanos. Hizo parte de la Comisión Tercera, donde citó a diferentes debates de control político y lideró el tema económico a través de proposiciones, intervenciones y presentación de proyectos de ley.
En este período logró 9 leyes de la República, entre ellas:
- Ley 2620 de 2020 - Ley Jacobo. Que garantiza la atención integral de menores diagnosticados con cáncer.[29]
- Ley 2020 de 2020 - Obras inconclusas. Brinda herramientas para la identificación de elefantes blancos, buscar completar su ejecución y recuperar dineros públicos.[30]
- Ley 2045 de 2020 - Establece criterios de priorización en la prestación de servicios públicos domiciliarios, en los planes y programas de inversión social de los contratos de exploración y explotación de recursos naturales no renovables.[31]
- Ley 2125 de 2021 - Creo en Ti. Que promueve el emprendimiento liderado por mujeres en condición vulnerable.[32][33]
- Ley 2136 de 2021 - Política Integral Migratoria. Establece los lineamientos y principios en materia migratoria y de extranjería.[34][35]
- Ley 2117 de 2021 - Inclusión Laboral. Promueve el acceso laboral de la mujer en sectores de baja participación femenina.[36]
- Ley de Alertas Tempranas - Previene la violencia sexual a menores a través del sistema de alertas tempranas.[37]

## Reconocimientos
- 2009: Medalla de honor en el grado de comendador otorgada por el Congreso de Perú[38]
- 2009: Medalla Servicios Distinguidos al Cuerpo de Guardacostas por parte del Almirante Guillermo Enrique Barrera Hurtado.
- 2013: Condecoración en el Senado de la República de Colombia en el grado de Gran Cruz con Placa de Oro, conferido por la entonces senadora Claudia Wilches, a quien apadrina políticamente y hace parte del equipo de pastores de la Misión Carismática Internacional.[39]
- 2014: Revista Dinero, reconocimiento como una de las parejas más poderosas en Colombia.[40]

## Polémicas y cuestionamientos
Fue objeto de críticas en su carrera política por ausentismo en el Congreso mientras estuvo gravemente enferma y fue investigada disciplinariamente por la Procuraduría por "no soportar oportunamente la excusa presentada", "dejar de asistir sin excusa válida" y "no asistir y no presentar excusa".
Respecto a su labor diplomática como embajadora en Brasil, recibió críticas por su trabajo con la iglesia mientras ejercía como embajadora. El expediente fue entregado a la Cancillería
En 2007 fue investigada por un incremento injustificado de su patrimonio, pero en su caso nunca se comprobó ingreso de dineros ilícitos o que representara lavado de activos.